# Финляндский лейб-гвардии полк

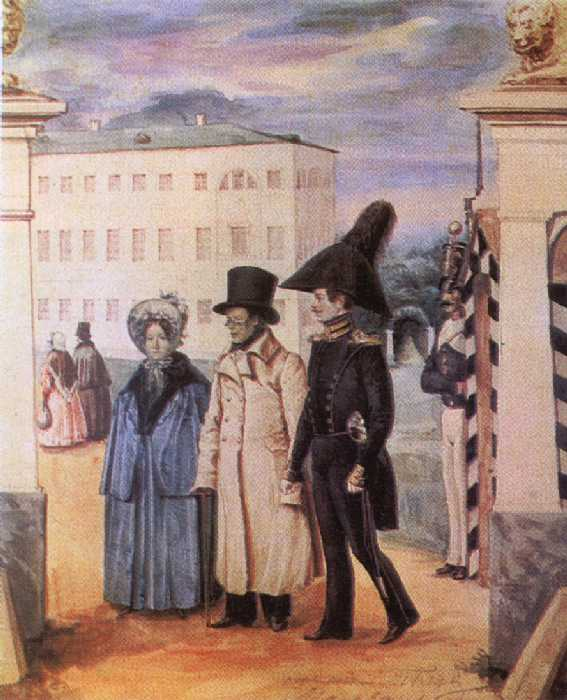
Прогулка. П. А. Федотов в форме офицера лейб-гвардии Финляндского полка, 1837 год

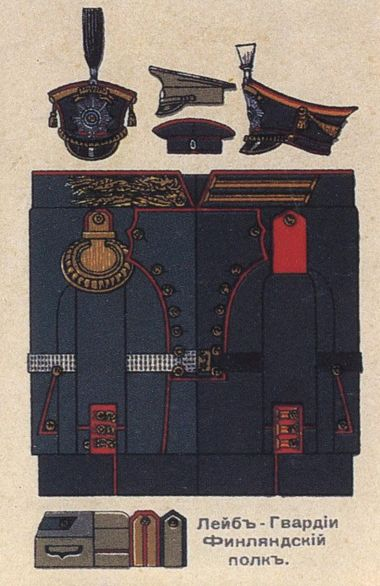
Парадная форма одежды лейб-гвардии Финляндского полка, 1910 год

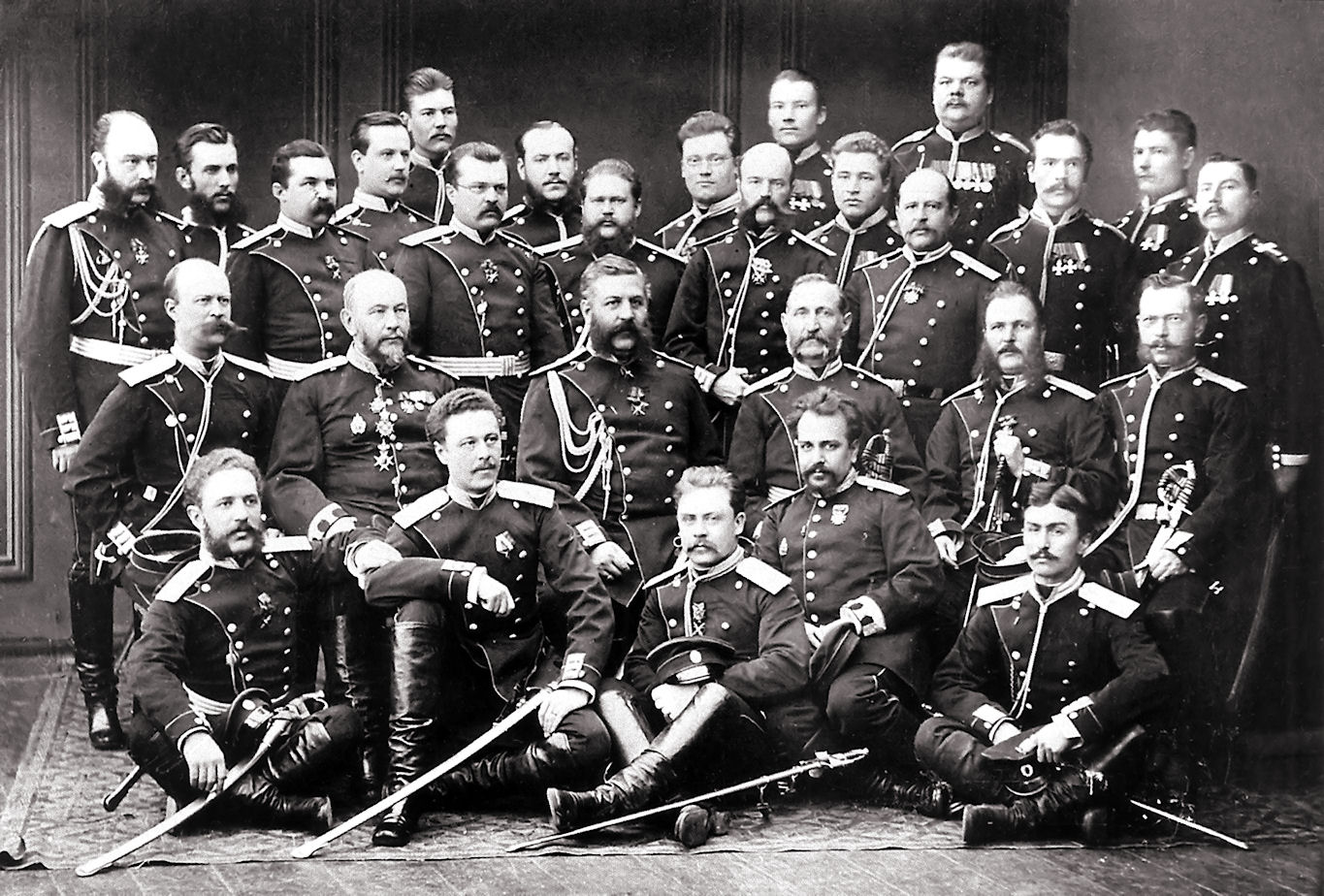
Офицеры и унтер-офицеры лейб-гвардии Финляндского полка, после Освободительной войны, 1878 год

Лейб-гвардии Финляндский полк — егерский полк Российской императорской гвардии.
Старшинство формирования: с 12 декабря 1806 года. Полковой праздник: 12 декабря — день памяти святого Спиридона.

## История полка
Был сформирован в декабре 1806 года в Стрельне из крестьян окрестных императорских вотчин как батальон милиции (ополчения), в составе пяти рот пехоты с одной полуротой артиллерии. Создавался под покровительством Великого князя Константина Павловича. Батальон состоял из одной гренадерской, четырех мушкетёрских рот и артиллерийской полуроты. 10 декабря 1806 года командиром батальона был назначен подполковник А. А. Трощинский.
Артиллерийская рота батальона имела на своём вооружении 6 орудий: четыре 6-фунтовые пушки и два 12-фунтовых единорога. Артиллерийская рота состояла из 114 рядовых артиллеристов при 12 унтер-офицерах с 2 музыкантами. Командовали ротой три офицера. Командир роты поручик Захаров, Ростислав Иванович, подпоручик Палицын, Михаил Яковлевич и прапорщик Митьков, Михаил Фотиевич.
10 февраля 1807 года в Стрельне прошёл смотр и проверка боевой готовности батальона и через несколько дней Императорский батальон милиции был выдвинут в Ригу.
- 22 января 1808 года — за отличия, оказанные в войну 1807 года против французов батальон причислен к гвардии и наименован Лейб-гвардии батальоном Императорской милиции. Артиллерийская полурота отделена в Лейб-гвардии Артиллерийский батальон.
- 8 апреля 1808 года — наименован Лейб-гвардии Финляндским батальоном.
- 19 октября 1811 года — переформирован в полк, в составе 3 егерских батальонов, и наименован Лейб-гвардии Финляндским полком.
- 12 октября 1817 года — 1-й батальон, находившийся в Варшаве, отчислен на формирование Лейб-гвардии Волынского полка. Взамен него сформирован новый.
- 14 (26) декабря 1825 — в ходе восстания декабристов караульная рота лейб-гвардии Финляндского полка охраняла ворота Зимнего дворца в момент принесения присяги новому императору. На финляндцев рассчитывали в ходе восстания декабристы, среди его офицеров было много членов тайного общества. Однако единственное, что они смогли сделать во главе с поручиком Розеном — остановить основные силы полка на Исаакиевском мосту и не позволить им прибыть на Сенатскую. В целом Финляндский полк остался верен долгу.
- 25 января 1842 года — сформирован 4-й запасной батальон.
- 10 марта 1853 года — 4-й запасный батальон переименован в действующий, взамен него сформирован 5-й запасный батальон.
- 10 августа 1853 года — 5-й запасный батальон назван резервным и сформирован 6-й запасный батальон.
- 26 августа 1856 года — полк приведён в состав 3 действующих батальонов с 3 стрелковыми ротами. Резервный и запасной батальоны упразднены.
- 19 августа 1857 года — 3-й батальон назван резервным и на мирное время распущен.
- 30 апреля 1863 года — сформирован 3-й действующий батальон.
- 1 января 1876 года — полк переформирован в 4 батальона, каждый из 4 рот.
- 22 июля 1877 года — в связи с началом русско-турецкой войны объявлена мобилизация полка.
- 16 августа 1877 года — полк выступил в поход. Командирование офицеров на Кавказ (поручики Сервиянов, Коханов, Бурмейстер и Палин) и в Болгарию (капитан Ильин), несвоевременность прибытия запасных чинов привели к тому, что более половины рот выступило в поход без командиров, во всех ротах было по одному субалтерн-офицеру. Всего в полк запасных прибыло 1 747 человек[5].
- 17 августа 1877 года — сформирован 4-й запасной батальон в составе 4 рот.
- 4 сентября 1878 года — 4-й запасной батальон расформирован.
- 18 июля 1914 года — в связи с мобилизацией полка сформирован запасной батальон.
- 9 мая 1917 года — запасной батальон переформирован в Гвардии Финляндский резервный полк (приказ по Петроградскому военному округу № 262).
- Полк — активный участник Первой мировой войны. Действовал в Красноставском сражении в июле 1915 г.[6] и в Люблин-Холмском сражении в том же месяце[7][8].
- 1 мая 1918 года — резервный полк расформирован.
- май 1918 года — действующий полк расформирован (приказ Комиссариата по военным делам Петроградской трудовой коммуны № 82 от 21 мая 1918 года).

## Боевые отличия
1. Полковое Георгиевское знамя с Андреевской юбилейной лентой и с надписями: «За отличие при поражении и изгнании неприятеля из пределов России 1812 г.» (пожалована 13 апреля 1813 года) и «1806—1906» (пожалована 12 декабря 1906 года). Высочайшая грамота 19 марта 1826 года;
2. 2 серебряные трубы с надписью: «Лейб-Гвардии Финляндского полка, в вознаграждение отличной храбрости и мужества, оказанных в сражении при Лейпциге 4 Октября 1813 г.» Пожалованы 28 апреля 1814 года. Высочайшая грамота 1 июня 1826 года;
3. 2 Георгиевские трубы с надписью: «За Варшаву 25 и 26 Августа 1831 г.» Пожалованы 6 декабря 1831 года;
4. Знаки на головные уборы с надписью «За Филиппополь 5 Января 1878 года». Пожалованы 17 апреля 1878 года. Высочайшая грамота 6 июля 1878 года.

На Бородинском поле в 1912 году был установлен памятник Лейб-гвардии Финляндскому полку (архитектор Ф. С. Былевский), со словами: «Подвигам доблести слава, честь, память».

## Участие в войнах

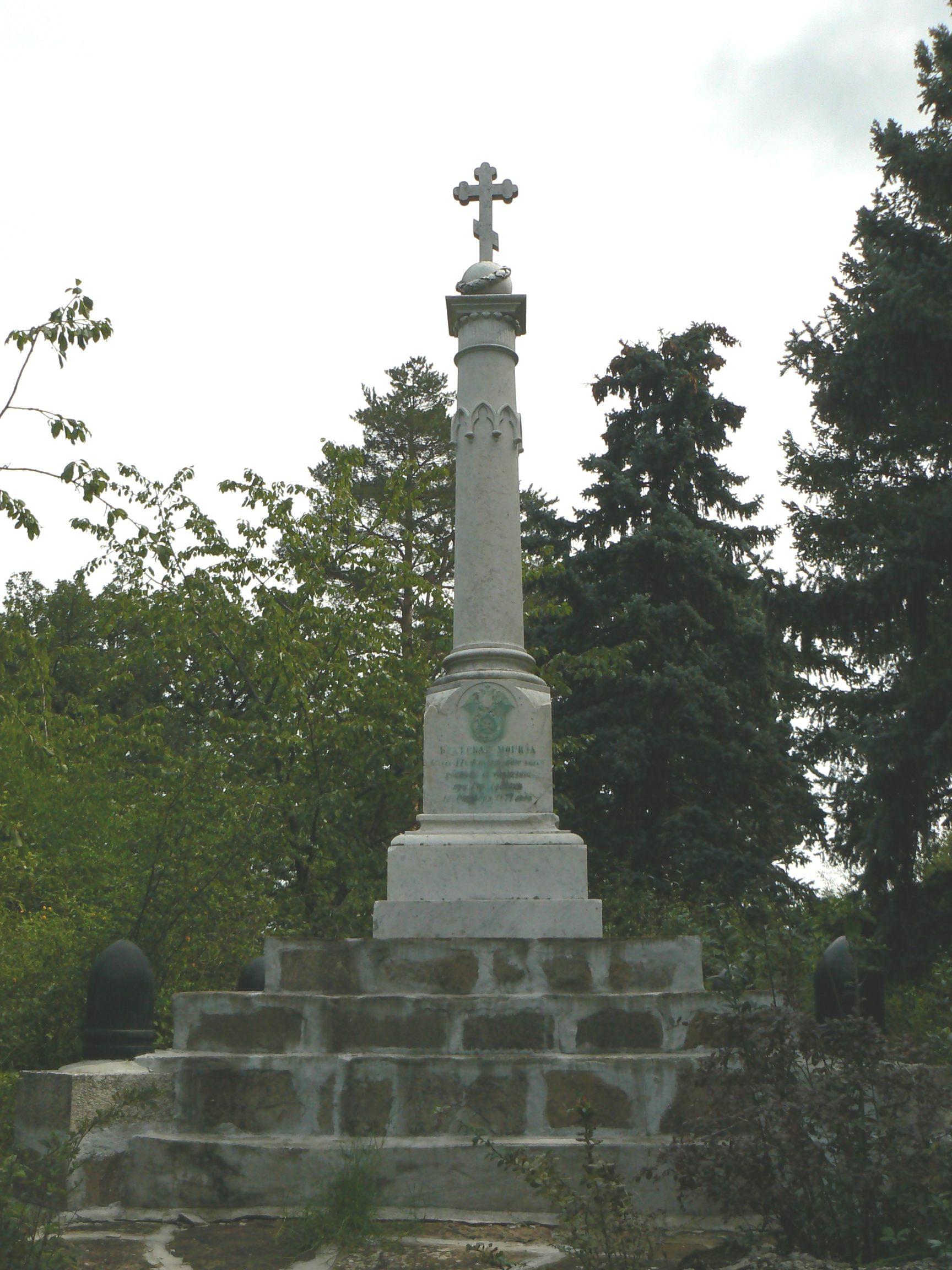
Братская могила погибших Лейб-гвардии Финляндского полка. Русско-турецкая война 1877—1878. Лавров парк. Горни-Дыбник. Болгария

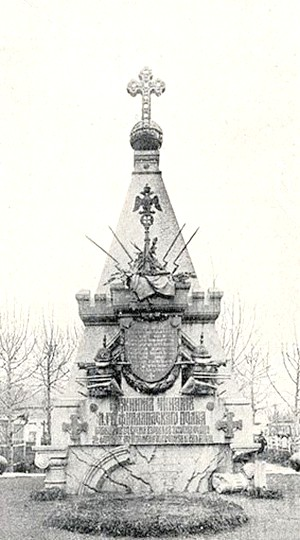
Памятник одиннадцати нижним чинам лейб-гвардии Финляндского полка, погибшим 5 февраля 1880 года при взрыве бомбы в Зимнем дворце во время покушения С. Н. Халтурина на Александра II. Смоленское кладбище, Санкт-Петербург. Автор проекта — А. Ф. Зигерберг.

Полк принял участие почти во всех войнах России XIX века и в Первой мировой войне:
- Русско-прусско-французская война 1806—1807
- Отечественная война 1812 года
- Заграничные походы 1813—1814
- Русско-турецкая война 1828—1829
- Война в Польше 1830—1831
- Русско-турецкая война 1877—1878
- Первая мировая война. Отличился во многих сражениях, в частности, в Ченстохово-Краковской операции в ноябре 1914 г.[9][10], в Люблин-Холмском сражении в июле 1915 г.[11][12][13] Прошел сквозь бой у дер. Кулик 20 июля 1915 г.[14] Сражался в Виленской операции в августе — сентябре 1915 г.[15] Сражался в битве на Стоходе в июле 1916 г.[16]

## Квартиры

### Зимняя
Полк квартировал на Косой линии Васильевского острова, а на Большом проспекте Васильевского острова была полковая церковь и полковой госпиталь. Казармы построены в 1-й четверти XVIII в.; в 1814—1816 гг. частично перестроены (арх. Л.Руска). Адрес: Набережная Лейтенанта Шмидта, 43; 18-я линия Васильевского острова, 3; 19-я линия Васильевского острова, 2; 20-я линия Васильевского острова, 1.
Казармы дали название Финляндскому переулку: он идёт от 17-й к 18-й линии параллельно набережной Лейтенанта Шмидта. В 1950-х годах переулок был перекрыт промышленным зданием со стороны 18-й линии и превратился в тупик.

### Летняя
Красносельский лагерь.

### Манеж
Был построен на Васильевском острове в 1854 году. В советское время здание приспособили под хлебозавод — хлеб там выпекали и во время блокады Ленинграда. 20-я линия Васильевского острова, 19Т. В апреле 2022 года снесён.

## Шефы
Шефы (почётные командиры) полка:

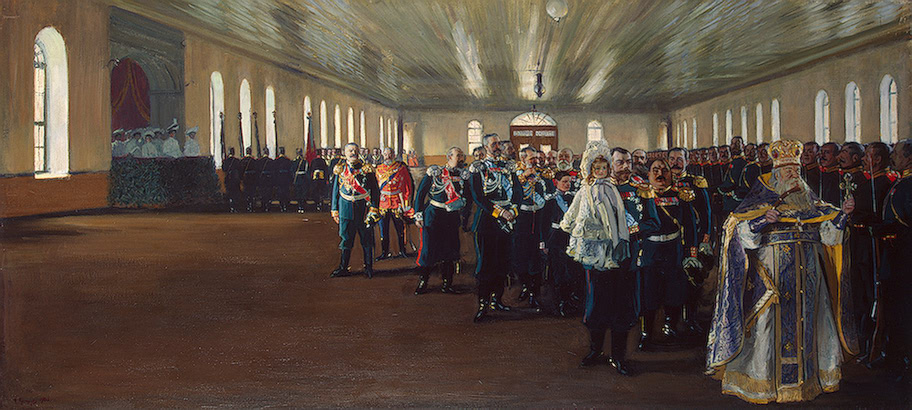
Б. М. Кустодиев. Церковный парад лейб-гвардии Финляндского полка

- 27.11.1813 — 15.06.1831 — Великий князь Цесаревич Константин Павлович
- 25.06.1831 — 18.01.1892 — Великий князь Константин Николаевич
- 30.07.1904 — 04.03.1917 — Наследник Цесаревич и Великий князь Алексей Николаевич

## Командиры
(Командующий в дореволюционной терминологии означал временно исполняющего обязанности начальника или командира. С 1820-х годов должности командира гвардейского полка соответствовал чин генерал-майора, и при назначении на эту должность полковников они оставались командующими до момента своего производства в генерал-майоры).
Командиры батальона

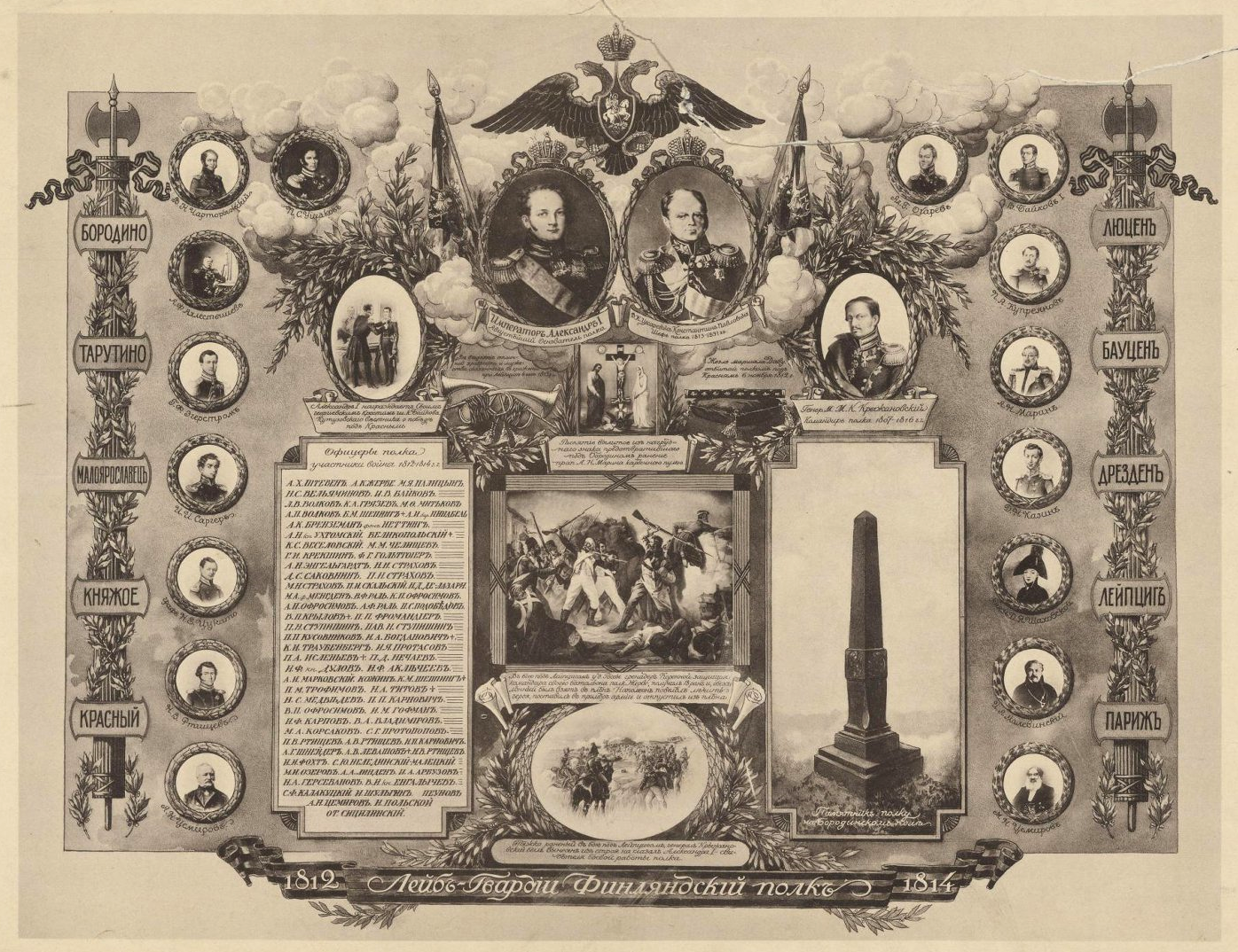
«1812-1814 Лейб-гвардии Финляндский полк». Изд.~1912 г.

- 10.12.1806 — 12.12.1807 — генерал-майор Трощинский, Андрей Андреевич
- 13.12.1807 — 19.10.1811 — полковник Крыжановский, Максим Константинович

Командиры полка
- 19.10.1811 — 06.07.1815 — полковник (с 15.09.1813 генерал-майор) Крыжановский, Максим Константинович
- 06.07.1815 — 29.05.1821 — генерал-майор Рихтер, Борис Христофорович
- 29.05.1821 — 14.03.1825[18] — генерал-майор Шеншин, Василий Никанорович
  - 17.11.1821 — 07.02.1823 — командующий генерал-майор Палицын, Михаил Яковлевич
- 14.03.1825 — 12.12.1829[19] — генерал-майор (с 15.12.1825 генерал-адъютант) Воропанов, Николай Фадеевич
- 20.01.1830 — 25.07.1833 — генерал-майор Берников, Павел Сергеевич
- 25.07.1833 — 06.03.1839 — генерал-майор Офросимов, Михаил Александрович
- 06.03.1839 — 06.01.1846 — генерал-майор Вяткин, Александр Сергеевич
- 06.01.1846 — 06.03.1853 — генерал-майор Крылов, Сергей Сергеевич
- 16.04.1853 — 10.05.1853[20] — генерал-майор Мясоедов, Николай Иванович
- 17.05.1853 — 09.06.1856 — полковник (06.12.1853 генерал-майор) граф Ребиндер, Фердинанд Фёдорович
- 09.06.1856 — 07.07.1863 — генерал-майор Ганецкий, Иван Степанович
- 07.07.1863 — 16.04.1872 — генерал-майор Шебашев, Николай Михайлович
- 16.04.1872 — 30.08.1876 — флигель-адъютант полковник (с 30.08.1873 генерал-майор Свиты Его Величества) князь Голицын, Григорий Сергеевич
- 24.09.1876 — 12.10.1877 — генерал-майор Лавров, Василий Николаевич
- 18.10.1877 — 16.07.1878 — командующий полковник Шмидт, Георгий Иванович
- 18.07.1878 — 07.05.1891 — флигель-адъютант полковник (с 30.08.1881 генерал-майор) Теннер, Иеремий Карлович
- 07.05.1891 — 14.08.1895 — генерал-майор Бибиков, Евгений Михайлович
- 14.08.1895 — 06.09.1899 — генерал-майор Мешетич, Николай Фёдорович
- 06.09.1899 — 23.01.1904 — генерал-майор Рудановский, Константин Адрианович
- 23.01.1904 — 15.06.1907 — генерал-майор Самгин, Павел Митрофанович
- 15.06.1907 — 13.04.1913 — генерал-майор Козлов, Владимир Аполлонович
- 13.04.1913 — 15.03.1915 — генерал-майор Теплов, Владимир Владимирович
- 15.03.1915 — 01.06.1917 — полковник (с 13.04.1915 генерал-майор) барон Клодт фон Юргенсбург, Павел Адольфович
- 01.06.1917 — 02.12.1917 — командующий полковник Моллер, Александр Николаевич

## Известные люди, служившие в полку
- Бельгард, Карл Александрович — генерал-лейтенант, герой Крымской войны
- Оболенский, Евгений Петрович — декабрист
- Дометти, Александр Карлович — генерал от инфантерии
- Егорьев, Владимир Николаевич — советский военачальник, командующий фронтом во время Гражданской войны
- Жиржинский, Эдуард Викентьевич — генерал-лейтенант
- Коренной, Леонтий — солдат-гренадер, герой сражений при Бородино и под Лейпцигом в 1813 г.
- Митьков, Михаил Фотиевич — декабрист
- Розен, Андрей Евгеньевич — декабрист
- Рокасовский, Платон Иванович — Финляндский генерал-губернатор
- Рябиков, Павел Фёдорович — генерал-майор, участник Сибирского Ледяного похода
- Талышинский, Мир Ибрагим-хан — генерал-майор
- Федотов, Павел Андреевич — художник
- Цебриков, Николай Романович — декабрист
- Слащёв, Яков Александрович — генерал-лейтенант, активный участник Белого движения на юге России
- Сурменев, Владимир Георгиевич — комендант Владивостока, был убит во время восстания в 1906 году
- Ольдерогге, Владимир Александрович — полковник, участник гражданской войны, командующий Восточным фронтом РККА
- Муравьёв-Амурский, Николай Николаевич — граф, государственный деятель, генерал-губернатор Восточной Сибири

## Факт
- После террористического акта в Зимнем дворце в 1880 году, оставшиеся в живых лейб-гвардейцы, нёсшие караул во дворце, несмотря на собственные раны и увечья, оставались все на своих местах. Даже по прибытии вызванной смены от Лейб-гвардии Преображенского полка не уступали прибывшим своих мест, пока не были сменены, согласно уставу, своим разводящим ефрейтором, который тоже был ранен при взрыве.

## Галерея памятников в Болгарии и на Бородино

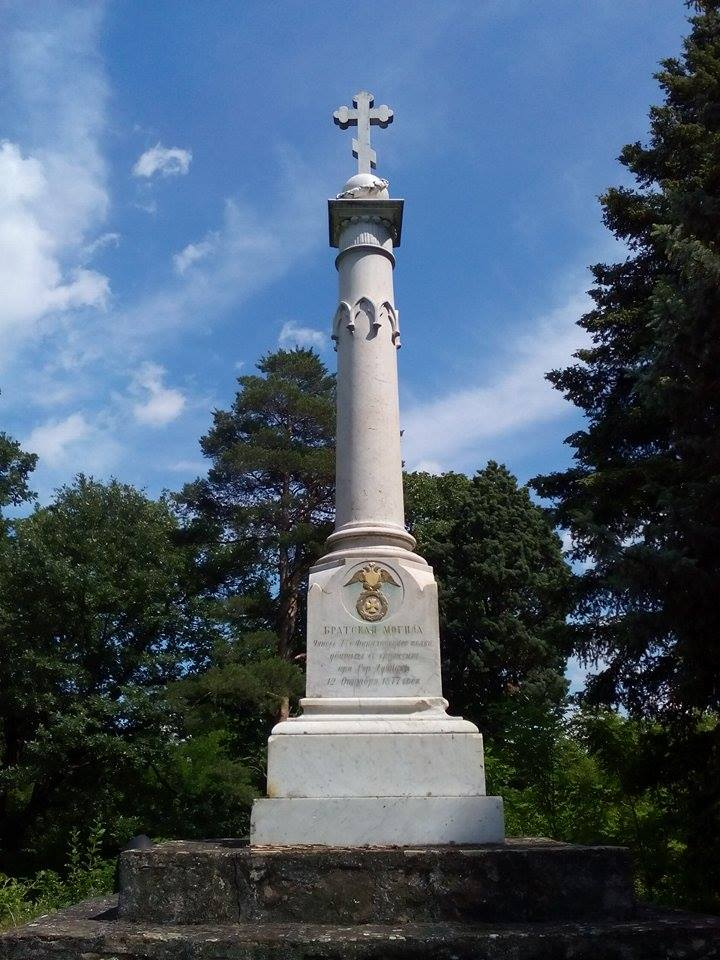
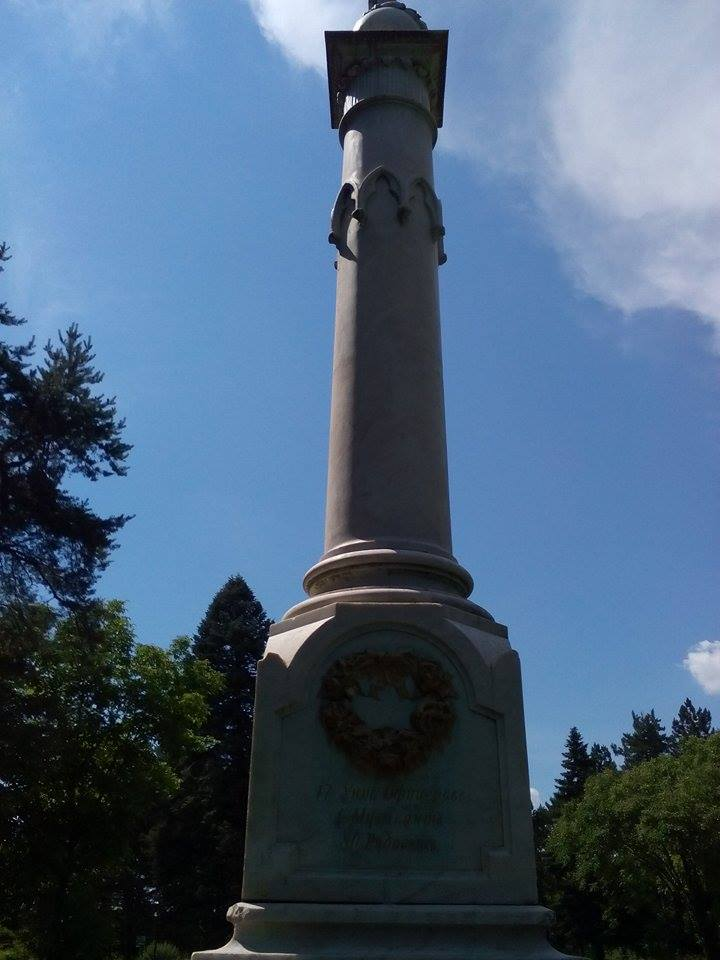
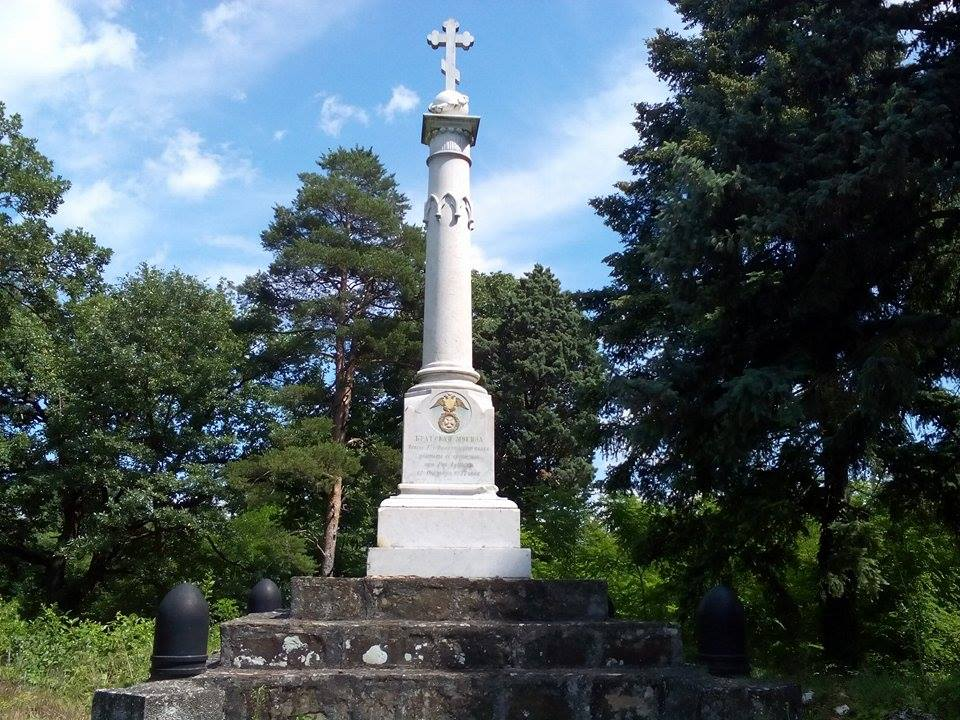
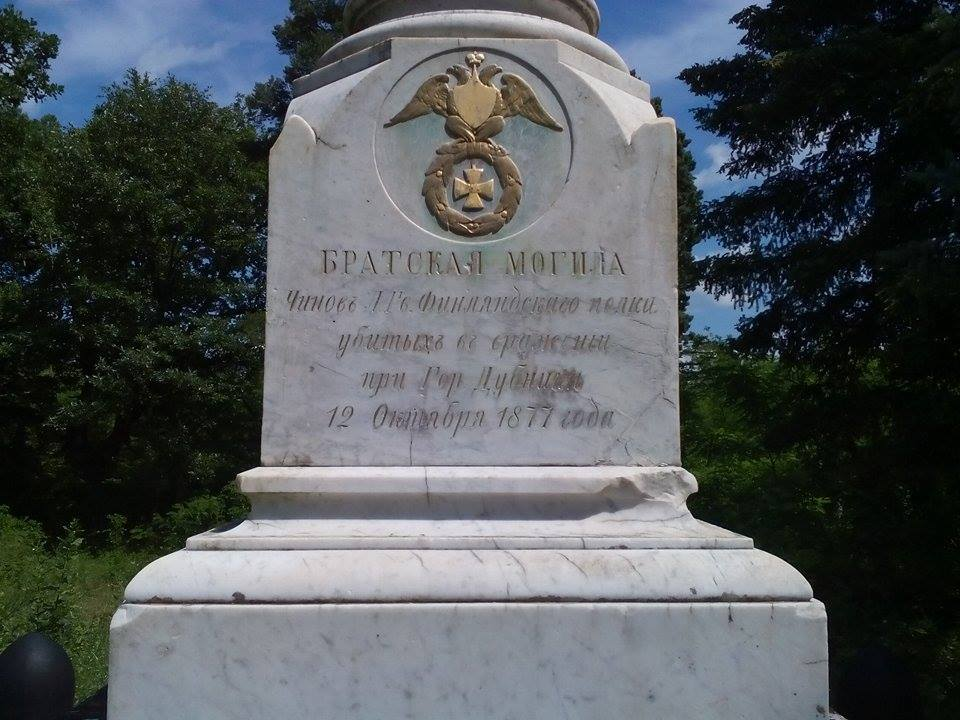
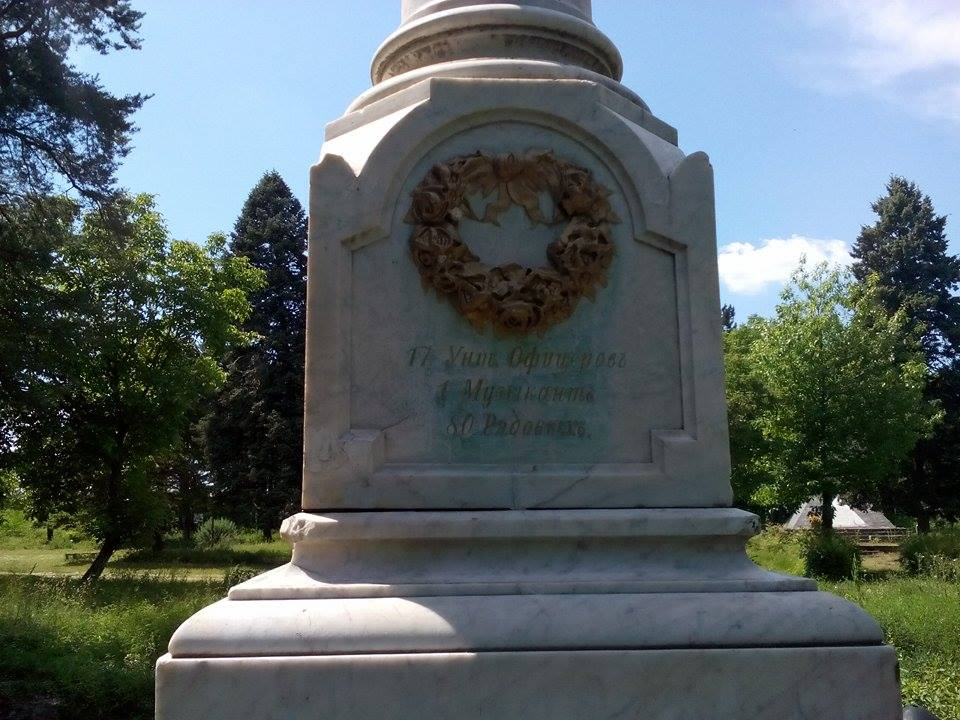
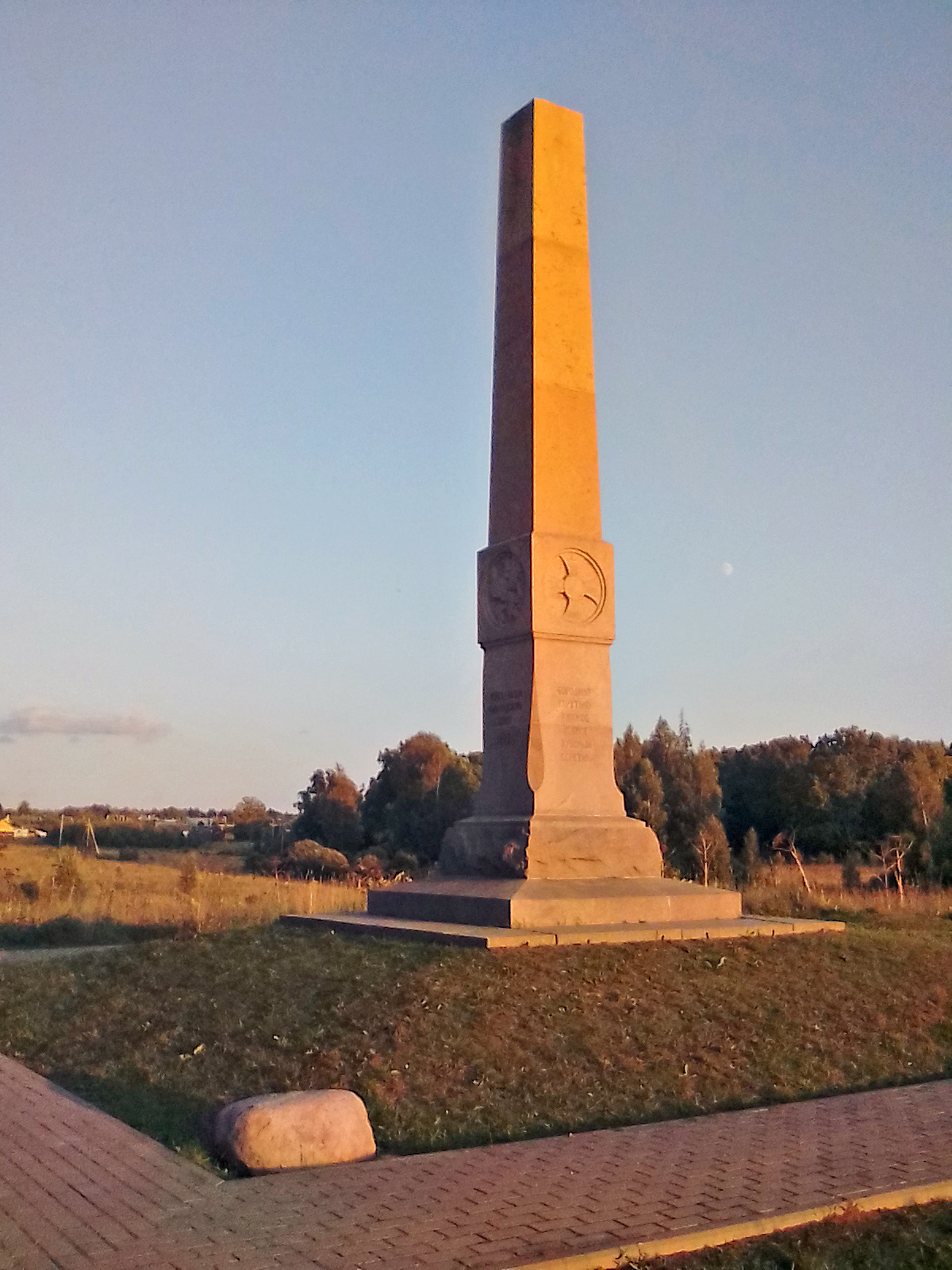
Бородино. Памятник лейб-гвардии Финляндскому полку.